# Босиљка Кићевац
Босиљка Кићевац Поповић (Београд, 10. јули 1932 — Београд, 22. децембар 2016) била је српска сликарка, графичарка и илустраторка.

## Биографија
Босиљка Кићевац Поповић је 1956. дипломирала а 1958. завршила постдипломске студије на Академији примењених уметности у Београду. Радила је као стални илустратор у часопису "Змај". Била је дугогодишњи сарадник и других часописа за децу, као што су „Полетарац“, „Кекец“, „Невен“, „Мали Кекец“, „Микијев забавник", „Политикин забавник“ и „Зека“.

## Уметничко дело
Босиљка Кићевац Поповић се поред илустрације бавила и графиком, монументалним сликарством, нацртима за уникатне тепихе и пројектима за текстил. У илустрацијама за децу и илустрацијама народних пословица успевала је да једноставним и чистим ликовним рукописом досегне високе домете, као у случају следећих њених илустрација:
- Деца несрећне краљице,
- Чобан ослободио цареву кћер,
- Аждаја и царев син,
- Овчар и виле,
- Златоруни ован,
- Док је главе биће капа,
- Вијетнамске бајке,
- Београдски сутони.

По речима Гордане Поповић Васић, историчарке уметности, „Опус Босиљке Кићевац заснивао се на снажном ликовном осећању које долази до изражаја у свим њеним сликарским радовима. Своју пуну афирмацију, смисао и значење овакво уметничко деловање доживело је у илустрацији развијајући се од „стилизације“ путем нарације до анимације и једног ескпресивнијег схватања форме посебно испољеног у црно белим цртежима и линорезима.”

## Награде
- Политикина награда из Фонда „Владислав Рибникар” (1976);
- Златно перо Београда (1976, 1981, 1984);
- Награда Вукове задужбине (1996);
- Награда УЛУПУДС-а за животно дело.

### Илустрације Босиљке Кићевац Поповић на сајтуНародне библиотеке Србије:
- Илустрација за књигу "Окамењени вукови" Ахмета Хромаџића
- Илустрација за књигу "Патуљак вам прича" Ахмета Хромаџића
- Илустрација за књигу "Патуљак из заборављене земље" Ахмета Хромаџића
- Илустрација за књигу "Приче из давнине" Иване Брлић-Мажуранић
- Илустрација за књигу "Сутјеска" Душана Костића
- Илустрација за књигу "Чаробно самарче" Ванча Николеског
- Илустрација за уџбеник "Природа и човек" Свете Попова
- Илустрације бајки
- Илустрације за "Обилића бдење" Берислава Косиера
- Илустрације за дечји часопис "Мали Невен"
- Илустрације за дечји часопис "Микијев Забавник" и "Тик-Tак"
- Илустрације за дија-филм "Пас Рундов; Псић Шарко и мачор Марко; Сељак и птице; Магарaц у дивљој кожи"
- Илустрације за књигу "10 лудих дјечака" Ђуре Маричића
- Илустрације за књигу "Вечност и друге приповетке" Јанка Веселиновића
- Илустрације за књигу "Два детињства" Драгомира Брајковића
- Илустрације за књигу "Дјечаци са Уне" Ранка Рисојевића
- Илустрације за књигу "Занимљива занимања" Радомира Мићуновића
- Илустрације за књигу "Како се шта ради" Драгутина Огњановића
- Илустрације за књигу "Колико је тежак сан" Гвида Тартаље
- Илустрације за књигу "Копач злата" Драгише Л. Јововића
- Илустрације за књигу "Ловац Пантелија" Лазе Лазића
- Илустрације за књигу "Не окрећи се сине" Арсена Диклића
- Илустрације за књигу "Писац у школи" Ахмет Хромаџић
- Илустрације за књигу "Писац у школи" Десанке Максимовић
- Илустрације за књигу "Побуњеници" Јуре Каракаша
- Илустрације за књигу "Прича о Суници" Анте Станичића
- Илустрације за књигу "Са Преврата" Богољуба Ђенадића
- Илустрације за књигу "Сликовница почетнице за први разред основне школе", Јелене Миоч
- Илустрације за књигу "Слнко пре мој кактус" Јованке Јоргачевић
- Илустрације за књигу "Смешне речи" Душана Радовића
- Илустрације за књигу "Српске народне шаљиве приче"
- Илустрације за књигу "Трнова ружица" по Гримовој бајци
- Илустрације за књигу "Фуруница јогуница" Милована Данојлића
- Илустрације за књигу "Хајдук у Београду" Градимир Стојковић
- Илустрације за књигу "Чаробни фењер Бранка Ћопића" Милоша Јефтића
- Илустрације за књигу "Шале за мале" Ниле Капор-Стануловић
- Илустрације за књигу "Шта ко жели то и сања" Момчила Тешића
- Илустрације за књигу "Mio italiano" Јулијане Вучо и Александра Модерца
- Илустрације за књигу "Tроочица с планете свјетлости" Весне Крмпотић
- Илустрације за народну бајку "Овчар и виле"
- Илустрације за уџбеник "Руски језик" Јелице Дреновац
- Илустрације за часопис "Политикин Забавник"
- Илустрације на шпиглу за књигу "Ђаку прваку"
- Илустрацијa за књигу "Само још косови звиждућу" Шукрије Панџа : насловна страна и илустрације Босиљка Кићевац
- Илустрацијe за књигу "Дјечак јaше коња" Ахмета Хромаџића
- Мој Београд
- Народне пословице (1) и Народне пословице (2)
- Цртежи за изложбу "Писмо у Србији" у Галерији Прогрес
- Скице Босиљке Кићевац за дипломски испит
- Илустрације разне

### Видео прилози на Јутјубу
- Босиљка Кићевац, изложба "Рани радови", Цртежи 1957-1959 у Галерији Графички колектив (2010)
- Отварање изложбе "Босиљка Боса Кићевац - између стварности и маште" (НБС, 18.06.2024)
- Слике из живота Босе Кићевац Поповић (НБС, 30.09.2024)